# برايان موريسون (قسيس)
برايان موريسون (بالإنجليزية: Brian Morrison)‏ هو قسيس أسترالي، ولد في 1933 في Malvern, Victoria ‏ في أستراليا، وتوفي في 2 ديسمبر 2009 في سوبياكو ‏ في أستراليا.